# Льоркі
Льоркі (пол. Lorki, нім. Lorken) — село в Польщі, у гміні Ґродзічно Новомейського повіту Вармінсько-Мазурського воєводства.
Населення — 193 особи (2011).
У 1975-1998 роках село належало до Торунського воєводства.

## Демографія
Демографічна структура станом на 31 березня 2011 року:
|          | Загалом | Допрацездатний вік | Працездатний вік | Постпрацездатний вік |
| -------- | ------- | ------------------ | ---------------- | -------------------- |
| Чоловіки | 99      | 32                 | 59               | 8                    |
| Жінки    | 94      | 33                 | 44               | 17                   |
| Разом    | 193     | 65                 | 103              | 25                   |